# Aegiphila panamensis
Espèce
Synonymes
- Aegiphila glandulifera Moldenke[2] [3]
- Aegiphila laxicupulis Moldenke[2] [3]
- Aegiphila magnifica var. pubescens Moldenke[3]
- Aegiphila magnifica Moldenke[2] [3]
- Aegiphila nigrescens Oerst. ex Moldenke[2]
- Aegiphila paniculata Moldenke[2] [3]
- Aegiphila pendula var. pendula[3]
- Aegiphila pendula Moldenke[3]

Statut de conservation UICN

 LC  : Préoccupation mineure
Aegiphila panamensis est une espèce de plantes à fleurs du genre Aegiphila de la famille des Lamiaceae.

## Répartition
Aegiphila panamensis se rencontre entre le Mexique et la Colombie.

## Étymologie
Son nom spécifique, composé de panam(a) et du suffixe latin -ensis, « qui vit dans, qui habite », lui a été donné en référence au lieu de sa découverte.

## Publication originale
- (en) Moldenke, 1931 : Tropical Woods. vol. 25, p. 14–16[4].